# Thống kê môi trường
Thống kê môi trường là việc áp dụng phương pháp thống kê vào khoa học môi trường. Nó bao gồm các quy trình xử lý các câu hỏi liên quan đến môi trường tự nhiên ở trạng thái không bị xáo trộn, sự tương tác của loài người với môi trường và môi trường đô thị. Số liệu thống kê trong lĩnh vực môi trường đã cho thấy sự tăng trưởng nhanh chóng trong vài thập kỷ qua là mối quan tâm ngày càng tăng về môi trường trong các lĩnh vực công cộng, tổ chức và chính phủ.
Phát triển thống kê môi trường (FDES) của Liên Hợp Quốc xác định phạm vi thống kê môi trường như sau: Phạm vi thống kê môi trường bao gồm các khía cạnh sinh lý của môi trường và các khía cạnh của hệ thống kinh tế xã hội có ảnh hưởng trực tiếp và tương tác với môi trường. Phạm vi của các thống kê môi trường, xã hội và kinh tế chồng chéo. Thật không dễ dàng - hoặc cần thiết - để vẽ một đường rõ ràng phân chia các khu vực này. Thống kê kinh tế và xã hội mô tả các quá trình hoặc hoạt động có tác động trực tiếp hoặc tương tác trực tiếp với môi trường được sử dụng rộng rãi trong thống kê môi trường. Chúng nằm trong phạm vi của FDES.

## Sử dụng
Phân tích thống kê là điều cần thiết cho lĩnh vực khoa học môi trường, cho phép các nhà nghiên cứu hiểu biết về các vấn đề môi trường thông qua nghiên cứu và phát triển các giải pháp tiềm năng cho các vấn đề họ nghiên cứu. Các ứng dụng của phương pháp thống kê vào khoa học môi trường rất nhiều và đa dạng. Thống kê môi trường được sử dụng trong nhiều lĩnh vực bao gồm: các tổ chức y tế và an toàn, cơ quan tiêu chuẩn, viện nghiên cứu, chính quyền nước và sông, tổ chức khí tượng, thủy sản, cơ quan bảo vệ, và có nguy cơ, ô nhiễm, điều tiết và kiểm soát.
Thống kê môi trường đặc biệt là thích hợp và được sử dụng rộng rãi trong các ngành công nghiệp học thuật, chính phủ, quy định, công nghệ và tư vấn.
Các ứng dụng cụ thể của phân tích thống kê trong lĩnh vực khoa học môi trường bao gồm phân tích rủi ro động đất, hoạch định chính sách môi trường, lập kế hoạch lấy mẫu sinh thái, pháp y môi trường.
Trong phạm vi thống kê môi trường, có hai loại sử dụng chính của chúng.
- Thống kê mô tả không được sử dụng để suy luận về dữ liệu, mà chỉ đơn giản là để mô tả các đặc điểm của nó.
- Thống kê suy luận được sử dụng để suy luận về dữ liệu, kiểm tra các giả thuyết hoặc đưa ra dự đoán.

Các loại nghiên cứu được đề cập trong thống kê môi trường bao gồm:
- Các nghiên cứu cơ bản để ghi lại tình trạng hiện tại của một môi trường để cung cấp nền tảng trong trường hợp có những thay đổi chưa biết trong tương lai;
- Các nghiên cứu được nhắm mục tiêu để mô tả tác động có thể có của các thay đổi được lên kế hoạch hoặc các sự cố ngẫu nhiên;
- Giám sát thường xuyên để cố gắng phát hiện những thay đổi trong môi trường.

## Các nguồn
Nguồn dữ liệu cho thống kê môi trường rất đa dạng và bao gồm các khảo sát liên quan đến dân số và môi trường, hồ sơ từ các cơ quan quản lý tài nguyên môi trường, bản đồ và hình ảnh, thiết bị được sử dụng để kiểm tra môi trường và nghiên cứu trên toàn thế giới. Một thành phần chính của dữ liệu là quan sát trực tiếp, mặc dù hầu hết các thống kê môi trường sử dụng nhiều nguồn khác nhau.

## Các phương pháp
Các phương pháp phân tích thống kê trong khoa học môi trường cũng nhiều như các ứng dụng của nó. Mặc dù có cơ sở cho các phương pháp được sử dụng trong các lĩnh vực khác, nhiều phương pháp trong số này phải được điều chỉnh cho phù hợp với nhu cầu hoặc giới hạn của dữ liệu trong khoa học môi trường. Mô hình hồi quy tuyến tính, mô hình tuyến tính tổng quát và mô hình phi tuyến tính là một số phương pháp phân tích thống kê được sử dụng rộng rãi trong khoa học môi trường để nghiên cứu mối quan hệ giữa các biến.